# Eva Bartok
Eva Bartok (eredeti neve: Szőke Éva) (Kecskemét, 1927. június 18. – London, 1998. augusztus 1.) magyar származású német színésznő.

## Életpályája
1945 után a Belvárosi Színházban, majd a Nemzeti Kamarában a Hullámzó vőlegény című Tamási Áron-darab főszerepében volt látható. 1947-ben filmezett először ugyancsak egy Tamási Áron műben (Mezei próféta). Magyarországot elhagyva előbb Angliába költözött, majd az NSZK-ban telepedett le. 1949 után hamarosan világsztár lett.

## Magánélete
1941–1942 között Kovács Géza volt a férje, de a világháború után semmissé tették a házasságot, mivel kiskorú volt. 1948–1950 között Paál Sándor (1910–1972) magyar születésű spanyol filmproducer volt a párja. 1951–1955 között William "Bill" Wordsworthszal élt együtt. 1955–1956 között Curd Jürgens (1915–1982) német színésszel élt együtt. Az 1970-es években Dag Moline volt a férje.

## Színházi szerepei
A Színházi Adattárban regisztrált bemutatóinak száma: 5.
- Priestley: A Conway család....Carol
- Gáspár Margit: Új Isten Thébában... Doris
- Tamási Áron: Hullámzó vőlegény... Bogyó
- Shaw: Androkles és az oroszlánok... Bogyó
- Sartre: A tisztességtudó utcalány... Bogyó

## Filmjei
- Mezei próféta (1947)
- Az öt város meséje (A Tale of Five Cities) (1951)
- A vörös kalóz (1952)
- Velencei madár (Venetian Bird) (1952)
- Az utolsó keringő (Der letzte Walzer) (1953)
- A szerelem vásártere (Rummelplatz der Liebe) (1954)
- Viktória és huszárja (Viktoria und ihr Husar) (1954)
- Orient Express (1954)
- Az égből lehullva (Vom Himmel gefallen) (1955)
- Nélküled éjszaka lesz (Ohne dich wird es Nacht) (1956)
- Tízezer hálószoba (1957)
- A sztálingrádi orvos (Der Arzt von Stalingrad) (1958)
- Egy diák elmegy (Ein Student ging vorbei) (1960)
- Nem kell mindig kaviár ((Es muß nicht immer Kaviar sein) (1961)
- Hat halott modell (1964)